# Uzakla
L'Uzakla (in russo Узакла?) è un fiume della Russia siberiana occidentale, tributario di destra del fiume Om'. Scorre nel rajon Kujbyševskij dell'oblast' di Novosibirsk. Appartiene al bacino idrografico dell'Irtyš. 
Il fiume ha origine nell'area delle paludi Uzaklinskoe e scorre in direzione sud-ovest tra il corso dell'Om' e quello della Iča attraversando alcuni piccoli laghi, tra cui il Bol'šoj Kazatovo. Incontra l'Om' a 644 km dalla foce. Il fiume ha una lunghezza di 120 km; il bacino è di 2 090 km². 